# 미국 태평양 해병대
미국 태평양 해병대(영어: United States Marine Corps Forces, Pacific (MARFORPAC))는 미국 인도-태평양 사령부 예하의 미국 해병대 구성군 사령부이다. 하와이주 캠프 H. M. 스미스에 본부를 두고, 태평양 지역을 담당하는 두 개의 해병원정군을 편성하고 있다. 대한민국와 일본, 동남아시아 등 태평양 해병대군의 사령관은 태평양 함대 해병군(FMFPAC)의 지휘관 직책을 겸임한다. 모토는 "In Any Clime and Place→어떤 기후나 장소에서라도".

## 역사
1944년 홀랜드 M. 스미스 해병대 대장이 태평양 함대해병군의 본부로서 창설하였다. 태평양 해병대의 본부는 하와이의 캠프 캐틀린에서 운영되었다. 1950년에 영구적인 본부를 설치할 터를 찾기 시작하여, 1955년에 아이에 헤이츠 해군병원(Aiea Heights Naval Hospital)으로 옮겼다.
1992년 태평양 해병대는 근무구성본부로 지정되었고, 사령관은 여전히 태평양 함대해병군의 역할을 유지하였다.
2005년 8월부터 미국 중부사령부의 책임지역에서의 작전 횟수가 늘면서 태평양 해병대의 대응에서 벗어나 미국 해병대 중부사령부로 독립하여 개별 본부가 설립되었다.

## 부대

### 현재
- 본부근무대대
- MARFORPAC 군악대
- 다윈 해병순환군 (MRF-Darwin)
- 주한 미국 해병대 (MARFORK)
- 제1해병원정군
- 제3해병원정군

### 1944년: 설립 당시
- 해병사단 (MARDIV)
  - 제1해병사단
  - 제2해병사단
  - 제3해병사단
  - 제4해병사단
  - 제5해병사단
  - 제6해병사단
- 해병항공단(MAW)
  - 제1해병항공단
  - 제2해병항공단
  - 제3해병항공단
  - 제4해병항공단
  - 제9해병항공단

## 작전

### 전투
- 제2차 세계 대전 태평양 전쟁 1944년 6월 ~ August 1945년 8월
- 6.25 전쟁, 한반도; 1950년 6월 ~ to July 1953년 7월
- 베트남 전쟁, 베트남; 1965년 3월 ~  1975년 4월
- 걸프 전쟁, 서남아시아; 1990년 8월 ~ 1991년 4월
- 이라크 자유 작전, 2003년 ~ 2010년
- 항구적 자유 작전, 아프가니스탄, 2001년 ~ 2021년

### 비전투/구호
- 통합원조 작전 Operation Unified Assistance, 인도네시아
- 제1차 바다 천사 작전(Operation Sea Angel), 방글라데시
- 배려하는 반응 작전(Operation Caring Response), 미얀마
- 도모다치 작전 Operation Tomodachi, 일본
- 제2차 바다 천사 작전(Operation Sea Angel II), 방글라데시
- 다마얀 작전(Operation Damayan), 필리핀
- 사하요기 하트 작전(peration Sahayogi Haat), 네팔

## 같이 보기
- 태평양 함대해병군
- 대서양 해병대

## 참고
- “History of u.s. marine corps forces, pacific” (영어). 2023년 5월 29일에 원본 문서에서 보존된 문서. 2023년 5월 21일에 확인함.
- “US Marine Corps Forces, Pacific (MARFORPAC)”. 《globalsecurity.org》 (영어). 2023년 5월 21일에 확인함.